# Norberto Barroca
Norberto José Guerra Barroca (Marinha Grande, 5 de novembro de 1937 – Lisboa, 2 de janeiro de 2020) foi um ator e encenador português.

## Biografia
Arquiteto de formação (Faculdade de Belas Artes da Universidade de Lisboa), desde cedo enveredou pelo Teatro. 
Estreou-se profissionalmente em 1960, com o Grupo Fernando Pessoa, dizendo poesia em Portugal, no Brasil, em Angola e em Moçambique. Enquanto encenador estreou-se na Casa da Comédia em 1967, com a peça Noites Brancas de Dostoiévski. 
Recebeu o Prémio de Imprensa em 1969 pela encenação de “Fando e Lis” de  Arrabal. Nesse mesmo ano, terminou o curso de Arquitetura e ganhou uma bolsa da  Gulbenkian, para estudar teatro em Londres. Ao mesmo tempo, teve um convite para trabalhar em Moçambique como arquiteto.
Fez o primeiro espetáculo em colónias portuguesas, com tema africano, escrito por um moçambicano e interpretado por atores africanos, na qual participou o pintor Malangatana. Dois anos depois, voltou a Portugal.
Trabalhou no Grupo A Centelha, Casa da Comédia, Teatro Aberto, Teatro Estúdio de Lisboa, Emp. Vasco Morgado, Companhia Nacional de Teatro (Teatro São Luís, de que foi diretor), 1.º Acto (Algés), Teatro Nacional D. Maria II, Teatro Maria Matos, Casino Estoril, A Barraca, Teatro ABC e Teatro Maria Vitória, Seiva Trupe e Teatro Experimental do Porto, do qual foi Diretor Artístico de 1998 até Dezembro de 2009.
Na Marinha Grande, encenou diversos trabalhos para o Grupo de Teatro do Operário, foi autor de “A Soprar se vai ao longe!” e de uma adaptação musical de “O Fidalgo Aprendiz”. Para a Câmara Municipal escreveu a reconstituição da revolta do 18 de Janeiro de 1934 – “O 18 de Janeiro de 1934 na Marinha Grande - Movimento Revolucionário dos Vidreiros”,  "Uma Obragem do Séc. XVIII” e a peça “Marquês de Pombal - o Rei” do Rei D. José. 
Em 2010 foi homenageado pela Câmara Municipal da Marinha Grande, onde foi evocada "a reconhecida carreira do encenador" e reconhecido publicamente "o contributo do artista para a dignificação do teatro a nível local e nacional". 
No cinema teve participações como ator em filmes de Jorge Silva Melo e foi co-autor do argumento de Passagem por Lisboa, de Eduardo Geada (1994).
Morreu a 2 de janeiro de 2020.

## Peças encenadas
- Trilogia Portuguesa de Miguel Rovisco, no Teatro Nacional D. Maria II, 1988

## Filmografia
- A Santa Aliança, de Eduardo Geada (1977)
- Se Eu Fosse Ladrão, Roubava, de Paulo Rocha (2013)